# Protestas en Haití de 1984-1986
Una serie de protestas en Haití se dieron inicio el 23 de mayo de 1984 contra el gobierno de Jean-Claude Duvalier. Estas protestas condujeron al derrocamiento del presidente Jean-Claude Duvalier, la caída de la dinastía Duvalier y la readopción de la bandera y el escudo original del país.

## Antecedentes

La bandera de Haití de 1964 a 1986, utilizada por la dinastía Duvalier.

François Duvalier fue elegido presidente en las elecciones generales de Haití de 1957, y se declaró presidente vitalicio tras el referéndum constitucional de 1964. Tras el intento de golpe de Estado de julio de 1958, Duvalier creó una fuerza paramilitar llamada Tonton Macoutes, tristemente famosa por su uso de la violencia y la intimidación. En 1970, la fuerza pasó a llamarse Milicia de Voluntarios de la Seguridad Nacional (en francés: Milice de Volontaires de la Sécurité Nationale). Cuando Duvalier murió en 1971, su hijo Jean-Claude Duvalier tomó el relevo (confirmado por el referéndum constitucional haitiano de 1971) y la fuerza continuó durante todo su régimen y mantuvo la misma presencia violenta. Los problemas generalizados de hambre y desempleo no tardaron en aumentar.

## Cronología

### Julio - noviembre de 1984
El 23 de mayo de 1984, los ciudadanos de la ciudad de Gonaïves comenzaron a protestar contra el gobierno de Duvalier llamándolo Operación Déchoukaj, lo que llevó a los agentes de policía a golpear públicamente a una mujer embarazada, que pronto murió. Los activistas enumeraron los agravios del régimen de Duvalier, entre ellos la brutalidad general contra los civiles y el aumento del coste de los alimentos, mientras que algunos se dirigieron a un almacén de ayuda para exigir alimentos. Las fuerzas del orden en Puerto Príncipe acudieron y rápidamente detuvieron las protestas de forma violenta. El gobierno impuso un toque de queda en la ciudad. Sin embargo, las protestas pronto se extendieron a otras ciudades.
Las protestas se produjeron después de que el régimen flexibilizara algunas de sus leyes restrictivas. Duvalier dijo que ya no se permitiría la violencia estatal en las cárceles, y rebajó la censura de prensa. Estados Unidos, una gran fuente de ayuda monetaria para Haití, dijo que Duvalier debía ser menos brutal de lo que había sido su padre, y concedió un gran paquete de ayuda anual con la condición de que Haití mejorara su situación de derechos humanos. Haití dependía de la ayuda exterior, principalmente de Estados Unidos, en un 70% de su presupuesto. Entre los líderes que criticaban a Duvalier se encontraban Sylvio Claude, jefe de un partido de la oposición, y Gregoire Eugene, jefe del otro partido de la oposición, así como algunos otros políticos de la oposición. Los obispos de la nación, predominantemente de religión católica, también denunciaron el régimen. 2.000 personas firmaron una petición diciendo que el régimen estaba esclavizando a las masas. Las protestas continuaron en ciudades y pueblos de todo el país hasta noviembre de 1984.

### Julio de 1985
El 22 de julio de 1985, se llevó a cabo en el país un referéndum constitucional. El referéndum buscaba restablecer el multipartidismo en el país, pero con la condición de que los partidos políticos debían jurar lealtad al presidente Jean-Claude Duvalier, además de que se incrementaban sus poderes. Esto enfadó a gran parte de la población.

### Noviembre de 1985 - febrero de 1986
En noviembre de 1985, la oposición celebró protestas en ciudades de todo el país, lo que provocó que muchos manifestantes fueran detenidos y asesinados por las fuerzas del orden. Ese mismo mes, los manifestantes celebraron una manifestación con lemas y pancartas populares. Las tropas dispararon contra los manifestantes, matando al menos a tres estudiantes. Las protestas continuaron durante el mes de diciembre en dos ciudades principales, pero no llegaron a la capital. Los estudiantes comenzaron a boicotear las clases. Las emisoras de radio eclesiásticas, las únicas fuentes de noticias independientes, dejaron de emitir, lo que hizo muy difícil que gran parte del país obtuviera información sobre las huelgas. Parecía que algunos medios de comunicación cerraban voluntariamente, mientras que el gobierno cerraba él mismo los más abiertos. En diciembre de 1985, el aumento de la violencia estatal llevó a Estados Unidos a amenazar con cortar la ayuda.
El 7 de enero, cuando los estudiantes de la mayoría de los grupos de edad volvieron a la escuela después de las vacaciones, hubo un número importante de protestas. El gobierno respondió cerrando las escuelas en todo el país. También respondió a las protestas deteniendo a personas y obligando a empresarios, funcionarios y militares a jurar lealtad a Duvalier en el palacio. Sin embargo, el ejército amenazó con volverse contra el régimen si Duvalier no resolvía la crisis política. Duvalier declaró un día de luto en todo el país por los estudiantes asesinados en noviembre, y juró juzgar a los policías que los habían matado. También recorrió la capital arrojando dinero por la ventanilla de su coche, y despidió a algunos funcionarios, pero mucha gente declaró que los esfuerzos por mejorar su imagen no les habían apaciguado. El 13 de enero de 1986, la oposición convocó una huelga general y los funcionarios de la iglesia, tanto católicos como protestantes, denunciaron el gobierno de Duvalier, declarando su oposición a la injusticia y la opresión que ejercía la dictadura. En la capital, los manifestantes repartieron panfletos llamando a la Operación Déchoukaj, para organizar una huelga general contra el régimen. Los activistas instalaron barricadas que separaban Puerto Príncipe del resto del país. Los ciudadanos siguieron expresando su descontento pintando lemas en las paredes, hablando más abiertamente con los periodistas internacionales y con ocasionales expresiones de violencia. Estados Unidos amenazó con cortar la ayuda, y cuatro altos funcionarios abandonaron el gobierno.
A finales de enero de 1986, se habían producido manifestaciones en más de una docena de ciudades desde el asesinato de los estudiantes en noviembre. Los directores de 24 escuelas enviaron una carta abierta al Ministro de Educación exigiendo la reapertura de las escuelas, y 111 profesores firmaron una carta similar. El gobierno no respondió, aunque los soldados armados vigilaban a menudo las procesiones políticas. Los manifestantes prendieron fuego a un edificio judicial y lanzaron piedras a la casa de un Duvalier, aunque no se sabe si hubo heridos. Los manifestantes también saquearon hospitales y depósitos de ayuda. A medida que se acercaba el final de enero de 1986, las protestas aumentaron de tamaño y se hicieron casi constantes. Los manifestantes tomaron y destruyeron las oficinas del gobierno en algunas ciudades exteriores, y bloquearon las principales carreteras del país. Circularon rumores que decían que Duvalier había huido, pero se comprobó que no eran ciertos. La violencia estatal aumentó, y Duvalier suspendió ciertas libertades civiles, declarando el estado de sitio. Las tiendas cerraron y permanecieron cerradas. A principios de febrero aumentaron las pintadas con ciertos lemas populares en los muros de la capital. Los activistas vandalizaron una gran estatua de Duvalier frente al ayuntamiento. Durante varios días consecutivos a principios de febrero, Duvalier recorrió la capital como símbolo de su continuo control. Las tiendas y los comercios permanecieron cerrados, ignorando la exigencia de Duvalier de que los negocios siguieran como siempre.

## Caída
El 7 de febrero de 1986, Duvalier huyó a Francia en un avión suministrado por Estados Unidos; sin embargo, antes de partir, creó el Consejo Nacional de Gobierno (CNG), compuesto por seis miembros y dirigido por el comandante del ejército Henri Namphy, para gobernar el país tras su exilio. El nuevo gobierno disolvió las milicias leales a Duvalier el 15 de febrero, y restituyó la bandera y el escudo original de Haití dos días después. Los Duvalier se establecen en Francia y, aunque vivían cómodamente, las autoridades francesas les deniegan la solicitud de asilo político. Jean-Claude no tardó en perder la mayor parte de su patrimonio al divorciarse de su esposa en 1993.